# میروشوف (ناحیه ژدار ناد سازاوو)
میروشوف (به چکی: Mirošov) یک منطقهٔ مسکونی در جمهوری چک است که در ناحیه ژدار ناد سازاووو واقع شده‌است. میروشوف ۶٫۸۴ کیلومتر مربع مساحت و ۱۳۷ نفر جمعیت دارد و ۴۹۴ متر بالاتر از سطح دریا واقع شده‌است.